# El cant dels ocells (brano musicale)
El cant dels ocells o – nella forma antica – El cant dels aucells (= “Il canto degli uccelli”) è un tradizionale canto natalizio catalano, le cui origini risalgono al Medioevo, convertito in un inno del partito austracista durante la guerra di successione spagnola dai sostenitori di Carlo III d'Asburgo. 

Il canto è stato accompagnato da varie melodie, la più comune delle quali è stata resa popolare dal celebre violoncellista Pau Casals (1876–1973).
In Catalogna il brano è considerato una sorta di inno nazionale, alla stregua dell'inno ufficiale  Els segadors. A Barcellona, viene anche suonato durante le funzioni funebri di personaggi celebri è cantato anche come ninna nanna.

## Testo
Il testo, che si compone di 15 strofe (di 6 versi ciascuna), parla della Nascita di Gesù, annunciata da 32 tipi diversi di uccelli, vale a dire: l'aquila imperiale, il passero, il verdone, il lucherino, il fanello, il tordo bottaccio o tordo comune, l'usignolo, il codirosso, il saltimpalo, il regolo, il canarino, l'allodola dei prati, il merlo, la cinciallegra, il francolino, i picchi, i ciuffolotti, la quaglia, il cuculo, l'upupa, la tortora, il colombo, la pernice, la gazza, il tordo maggiore, la ghiandaia, il cardellino, il fringuello, il chiurlo, la civetta, l'allocco e il gufo reale.

### Testo antico
Al veure despuntar

el major lluminar, 

en la nit més ditxosa, 

els aucellets cantant

a festejar-lo van

amb sa veu melindrosa. 
I l'àguila imperial, 

se'n vola cel endalt

cantant amb melodia

dient: – Jesús és nat

per treure'ns de pecat

i dar-nos alegria. 
Respon-li bé el pardal 

- Avui, nit de Nadal 

és nit de gran contento! 

El verdum i el lluer 

diuen cantant també: 

– Oh, que alegria sento! 
I canta el passarell: 

– Oh, que hermós i que bell

és l'Infant de Maria! 

Li respon ara el tord, 

– Vençuda és la mort, 

– i naix la vida mia! 
Murmura el rossinyol: 

– És més bonic que el sol, 

més brillant

que una estrella. 

La cotxa i el bitxac, 

festegen al manyac

– i a sa Mare donzella. 
Refila el reietó 

per glòria del Senyor, 

filant amb biçarria. 

El canari segueix. 

Llur música pareix

celestial melodia. 
Ja n'entra el cotoliu 

dient: Aucells, veniu

a festejar l'aurora. 

I la merla, xiulant, 

anava festejant

a la més gran Senyora. 
L'estiverola diu: 

– Ja no és hivern ni estiu, 

sinó que és primavera 

puix que és nada una flor 

que exhala tal olor

que omple la terra entera. 
Cantava el francolí: 

– Aucells: qui vol venir

avui, a trenc de dia, 

a veure el Gran Senyor 

amb sa gran resplendor

a dins d'una establia? 
 Picots i borroners 

volen entre els fruiters

cantant llurs alegries; 

la guatlla i el cucut 

del molt lluny han vingut

per contemplâ el Messies. 
Vé xiluant el puput: 

– Eixa nit ha vingut

el Rei de més grandesa. 

La tórtora i el colom, 

admiren a tothom

cantant sense tristesa. 
I canta la perdiu: 

– Me'n vaig a fê el meu niu

a dins de l'establia, 

per veure bé l'Infant 

com està tremolant

en braços de Maria. 
La  garsa, griva i gaig 

diuen: – Ara vé el maig! 

Respon la cadernera: 

– Tot arbre reverdeix, 

tota planta floreix, 

com si fos la primavera. 
Xiuxiueja el pinsà: 

– Glòria avui i demà; 

sento immensa alegria, 

de veure el Diamant

tan hermós i brillant

en braços de Maria. 
El xut, també el mussol, 

en veure eixir el sol, 

confosos se retiren; 

el gamarús i el duc 

diuen: – Mirar no puc; 

tals resplendors m'admiren. 

### Testo moderno
En veure despuntar

el major lluminar

en la nit més joiosa, 

els ocellets, cantant, 

a festejar-lo van

amb sa veu melindrosa.  (bis)
L'àliga imperial

va pels aires volant

cantant amb melodia

dient: Jesús és nat

per treure'ns del pecat

i dar-nos alegria. 
Respon-li lo pardal:

‘Esta nit és Nadal, 

és nit de gran contento'. 

El verdum i el lluer

diuen, cantant també: 

‘Quina alegria sento!' 
Cantava el passarell: 

 ‘Oh, que formós i que bell

és l'Infant de Maria!'. 

I lo alegre tord: 

 ‘Vençuda n'és la mort, 

ja neix la Vida mia'. 
Cantava el rossinyol: 

 ‘Formós és com un sol, 

brillant com una estrella'. 

La cotxa i lo bitxac

festegen el manyac

i sa Mare donzella. 
Cantava la perdiu:

 ‘Me'n vaig a fer el niu

dins d'aquella establia

per a veure l'Infant

com està tremolant

en braços de Maria'. 

## Versione inglese (Carol of the Birds)
Il brano è stato adattato in inglese da con il titolo di Carol of the Birds (da non confondere con un'omonima canzone natalizia australiana, scritta da John Wheeler e William Garnet James). Il testo, il cui autore è rimasto anonimo, recita:
Upon this holy night, 

When God's star appears, 

And floods the earth with brightness, 

Birds' voices rise in song, 

And, warbling all night long, 

Express their glad heats' lightness. 

Birds' voices rise in song, 

And, warbling all night long, 

Express their glad heart's lightness. 
The Nightingale is first

To bring his son of cheer, 

And tell us of his gladness: 

 “Jesus, our Lord, is born

To free us from all sin,

And banish ev'ry sadness! 

Jesus, our Lord, is born

To free us from all sin, 

And banish ev'ry sadness!” 
The answ'ring Sparrow cries: 

 “God comes to earth this day

Amid the angels flying.” 

Trilling in sweetest tones, 

The Finch his Lord now owns: 
 “To Him be all thanksgiving.” 

Trilling in sweetest tones, 

The Finch his Lord now owns:

 “To Him be all thanksgiving.” 
The Partridge adds his note: 

 “To Bethlehem I'll fly, 

Where in the stall He'l lying. 

There, near the manger blest, 

I'll build myself a nest, 

And sing my love undying. 

There, near the manger blest, 

I'll build myself a nest, 

And sing my love undying”. 

## Interpretazioni celebri

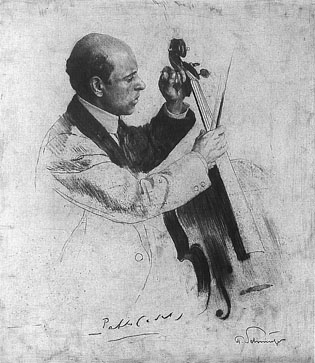
Il violoncellista Pau Casals

Il brano è strettamente legato alla figura del violoncellista Pau Casals, che ne fece un simbolo del patriottismo catalano durante la guerra civile spagnola (1936 - 1939, periodo in cui visse in esilio) e durante il regime franchista (1939 - 1975); con questo brano Casals soleva iniziare i suoi concerti come simbolo della pacifica convivenza tra i popoli.  Celebre una sua esecuzione del brano, durante un concerto tenuto alla Casa Bianca il 13 novembre 1961, al cospetto del Presidente John Fitzgerald Kennedy.
Il brano è stato interpretato inoltre da Victòria dels Àngels e da Lluís Claret durante la cerimonia di chiusura delle Olimpiadi di Barcellona del 1992.

## Versioni discografiche varie
Oltre che da Pau Casals e da Victòria dels Àngels, il brano è stato anche inciso, tra l'altro, da: Aquabella, Josep Bassal, Maria del Mar Bonet, José Carreras, Manuel Cubedo, Dyango, Steve Eulberg, Maria Laffitte, Mireille Mathieu, Fernando Orteu, Ignasi Terraza, Molly Watson, ecc.
La versione inglese, Carol of the Birds, è stata invece incisa, tra gli altri, da: Art Garfunkel, Joan Baez, The Countdown Kids, Mannheim Steamroller, ecc.